# Inno nazionale dell'Argentina
L'inno nazionale dell'Argentina (in spagnolo Himno Nacional Argentino), fu scritto da Vicente López y Planes e musicato da Blas Parera: testo e musica furono probabilmente scritti entrambi nel 1812. È anche noto dal suo primo verso come Oíd mortales (el grito sagrado), «Udite mortali (il grido sacro)». In passato è stato conosciuto altresì sotto i titoli di Himno a la Patria, Canción Patriótica, Marcha Patriótica.
È una composizione di vasto respiro (la versione originale, completa di tutte le strofe, tocca i venti minuti), al pari di molti altri inni sudamericani è debitore dell'opera italiana, oltre che della tradizione musicale militare, rivoluzionaria e patriottica che sul finire del Settecento aveva trovato il proprio modello principe nella Marsigliese.

## Storia
L'inno nacque come Marcha Patriótica (marcia patriottica) pochi anni dopo la Rivoluzione di maggio, in piena guerra d'indipendenza argentina e a indipendenza non ancora dichiarata. Proprio alla Rivoluzione era dedicata l'opera teatrale di Luis Morante El 25 de Mayo che, rappresentata il 24 maggio 1812 alla Casa de la Comedia di Buenos Aires, ispirò a Vicente López la stesura della lirica destinata a formare la base testuale dell'inno. Il dramma si concludeva con un inno intonato dal coro degli attori, e López intendeva sostituire il testo del coro scritto da Morante; secondo alcune fonti fu nella stessa occasione che il catalano Blas Parera (legato in quanto spagnolo alla potenza coloniale) fu incaricato di scrivere la musica.
Il 6 marzo 1813 l'Assemblea generale costituente ordinò la stesura di una «marcia della patria», secondo la raccomandazione rivolta l'anno precedente dal primo triumvirato al Cabildo di Buenos Aires. Si innesta qui la versione probabilmente romanzata e non documentata della composizione dell'inno in un'unica notte da parte di Parera, in seguito alla quale López presentò l'inno completo di 18 strofe che l'Assemblea subito approvò come «canzone unica delle Province Unite» l'11 maggio seguente.  È verosimile invece che la musica sia nata quasi un anno prima, nel luglio 1812. Il 4 agosto, infatti, una prima versione del testo fu presentata al Cabildo, preferita ad altre canzoni patriottiche in quanto già musicata; e nel novembre dello stesso anno una versione cantata da un coro di voci bianche fu eseguita davanti al secondo triumvirato appena insediato.

## Versione abbreviata (1924)
| Testo originale | Traduzione in italiano |
| --- | --- |
| Oíd, mortales, el grito sagrado: «¡Libertad, libertad, libertad!» Oíd el ruido de rotas cadenas, ved en trono a la noble igualdad. Ya su trono dignísimo abrieron las Provincias Unidas del Sur y los libres del mundo responden: «Al gran pueblo argentino, ¡salud! Al gran pueblo argentino, ¡salud!» Y los libres del mundo responden: «Al gran pueblo argentino, ¡salud!» Sean eternos los laureles que supimos conseguir, coronados de gloria vivamos ¡o juremos con gloria morir!, ¡o juremos con gloria morir! | Udite, mortali, il grido sacro: «Libertà, libertà, libertà!». Udite il rumore delle catene spezzate, guardate sul trono la nobile uguaglianza. Già il loro trono degnissimo aprirono le Province Unite del Sud. e i liberi del mondo rispondono: «Al gran popolo argentino, salve! Al gran popolo argentino, salve!» E i liberi del mondo rispondono: «Al gran popolo argentino, salve!» Siano eterni gli allori che riuscimmo a conquistar, coronati di gloria viviamo, o giuriamo con gloria morir! |

## Versione "Marcha Patriótica" del 1813
Oíd, mortales, el grito sagrado:

libertad, libertad, libertad.

Oíd el ruido de rotas cadenas,

ved en trono a la noble igualdad.

Se levanta a la faz de la Tierra

una nueva y gloriosa Nación,

coronada su sien de laureles,

y a sus plantas rendido un león.

 

(Ritornello)

Sean eternos los laureles,

que supimos conseguir.

Coronados de gloria vivamos...

¡o juremos con gloria morir!

De los nuevos campeones los rostros

Marte mismo parece animar

la grandeza se anida en sus pechos:

a su marcha todo hacen temblar.

Se conmueven del Inca las tumbas,

y en sus huesos revive el ardor,

lo que va renovando a sus hijos

de la Patria el antiguo esplendor.

Pero sierras y muros se sienten

retumbar con horrible fragor:

todo el país se conturba por gritos

de venganza, de guerra y furor.

En los fieros tiranos la envidia

escupió su pestífera hiel;

su estandarte sangriento levantan

provocando a la lid más cruel.

¿No los véis sobre México y Quito

arrojarse con saña tenaz

y cuál lloran, bañados en sangre,

Potosí, Cochabamba y La Paz?

¿No los véis sobre el triste Caracas

luto y llantos y muerte esparcir?

¿No los véis devorando cual fieras

todo pueblo que logran rendir?

A vosotros se atreve, argentinos,

el orgullo del vil invasor;

vuestros campos ya pisa contando

tantas glorias hollar vencedor.

Más los bravos, que unidos juraron

su feliz libertad sostener,

a estos tigres sedientos de sangre

fuertes pechos sabrán oponer.

El valiente argentino a las armas

corre ardiendo con brío y valor,

el clarín de la guerra, cual trueno,

en los campos del Sud resonó.

Buenos Ayres se pone a la frente

de los pueblos de la ínclita unión,

y con brazos robustos desgarran

al ibérico altivo león.

San José, San Lorenzo, Suipacha,

ambas Piedras, Salta y Tucumán,

La Colonia y las mismas murallas

del tirano en la Banda Oriental.

Son letreros eternos que dicen:

aquí el brazo argentino triunfó,

aquí el fiero opresor de la Patria

su cerviz orgullosa dobló.

La victoria al guerrero argentino

con sus alas brillante cubrió,

y azorado a su vista el tirano

con infamia a la fuga se dio.

Sus banderas, sus armas se rinden

por trofeos a la libertad,

y sobre alas de gloria alza el pueblo

trono digno a su gran majestad.

Desde un polo hasta el otro resuena

de la fama el sonoro clarín,

y de América el nombre enseñando

les repite: "¡Mortales, oíd!:

ya su trono dignísimo abrieron

las Provincias Unidas del Sud".

Y los libres del mundo responden:

"Al gran pueblo argentino, ¡salud!

Sean eternos los laureles

que supimos conseguir.

Coronados de gloria vivamos...

¡o juremos con gloria morir!